# Odobești
Odobesti là một thị xã thuộc hạt Vrancea, România. Dân số thời điểm năm 2002 là 8139 người.